# Labuch
Labuch là một đô thị thuộc huyện Weiz thuộc bang Steiermark, nước Áo. Đô thị Labuch có diện tích 7,25 km², dân số thời điểm cuối năm 2005 là 775 người.